# سید حسن مدرس
سید حسن مدرس طباطبایی مشهور به سید حسن مدرّس (۱۲۴۹ – ۱۰ آذر ۱۳۱۶) نمایندهٔ مردم تهران در دوره های دوم تا ششم مجلس شورای ملی، سیاست‌مدار، فقیه و مجتهد شیعه بود. او در سال ۱۳۱۶ پس از ۷ سال تبعید در خواف به دستور رضاشاه کشته شد.

## زندگی
سید حسن مدرس در سال ۱۲۴۹ برابر ۱۲۸۷ (قمری) در روستای سرابه کچو از توابع شهرستان اردستان از توابع استان اصفهان متولد شد. پس از مدتی جهت درس خواندن به روستای اِسفه در حومه قمشه نزد پدربزرگ‌اش میرعبدالباقی رفت و پس از درگذشت میرعبدالباقی، در شانزده سالگی برای ادامه تحصیلات به اصفهان رفت.
او تحصیل خود را در علوم اسلامی در اصفهان نزد مرتضی ریزی، جهانگیرخان قشقایی و سید محمدباقر درچه‌ای و در سامرا و نجف ادامه داد. در نجف نزد مراجعی چون میرزای شیرازی، آخوند خراسانی و سید محمدکاظم یزدی به تحصیل پرداخت. وی تحصیلات حوزوی‌اش را تا درجه اجتهاد ادامه داد؛ آن‌گاه به اصفهان بازگشت و مشغول تدریس فقه و اصول شد. وی دوران نمایندگی را در خانه وزیر مختار فرانسه در تهران زندگی کرد که پس از زمستان ۱۳۹۳ این خانه به موزه تبدیل شده است.

## فعالیت سیاسی

### مجلس شورای ملی
فعالیت سیاسی او با عضویت در انجمن مقدس ملی اصفهان آغاز شد. در ۱۲۸۹ هم‌زمان با تشکیل دوره دوم مجلس شورای ملی که پس از استبداد صغیر برپا شد، نورالله نجفی اصفهانی از سوی آخوند خراسانی و عبدالله مازندرانی به‌عنوان یکی از مجتهدان طراز اول به مجلس شورای ملی معرفی گردید که وی نیز مدرس را برای این امر معرفی نمود و از سوی مجلس نیز پذیرفته شد. وی در دوره سوم نیز از طرف مردم تهران به نمایندگی انتخاب شد؛ ولی این مجلس به علت فشار خارجی و آغاز جنگ جهانی اول، یک سال بیشتر دوام نیاورد.

### کمیته دفاع ملی

مدرس و عده‌ای از نمایندگان اقلیت مجلس پنجم شورای ملی در زمان جنگ جهانی اول

در ۱۲۹۳ (۱۳۳۲ قمری) که جنگ جهانی اول شروع شد، دولت ایران رسماً اعلام بی‌طرفی کرد، اما نیروهای روسیه، انگلیس و عثمانی، بدون توجه به این بی‌طرفی وارد کشور شدند و به درگیری با یکدیگر پرداختند. در ۱۲۹۵ (۱۳۳۴ قمری) بیست و هفت نفر از نمایندگان مجلس و گروهی از رجال سیاسی و مردم عادی به منظور مقابله با حمله روس و انگلیس به ایران، به طرف قم حرکت کردند و در آن شهر «کمیته دفاع ملی» را تشکیل دادند و یک هیئت ۴ نفری را برای اداره امور برگزیدند که مدرس یکی از آنان بود. بعد از تصرف قم به دست روسیه، این کمیته کارش را در کرمانشاه ادامه داد.

### مخالفت با حقوق سیاسی زنان
مدرس که یکی از پنج مجتهد ناظر مجلس دوم مشروطه بود، مخالفت شدیدی با حق رأی و انتخاب زنان به نمایندگی مجلس داشت. او در توضیح مخالفت خود در مجلس چنین استدلال کرده بود:

از اول عمر تا به حال بسیار در بر و بحر ممالک اتفاق افتاد بود برای بنده، ولی بدن بنده به لرزه درنیامد و امروز بدنم به لرزه آمد. اشکال بر کمسیون اینکه اسم نسوان را در منتخبین برد، که از کسانی که حق انتخاب ندارند نسوان هستند… خداوند قابلیت در این‌ها قرار نداده است که لیاقت حق انتخاب داشته باشند، مستضعفین و مستضعفات و آن‌ها از این نمره‌اند که عقول آن‌ها استعداد ندارد. گذشته از اینکه در حقیقت نسوان در مذهب اسلام تحت قیمومیت‌ند، الرجال قوامون علی النساء، در تحت قیمومیت رجال هستند.

## مخالفت با رضاشاه

تصویر متن استیضاح رضاخان توسط سید حسن مدرس و دیگران

پس از کودتای ۳ اسفند ۱۲۹۹ که توسط رضاخان و سید ضیاءالدین طباطبایی صورت گرفت، مدرس به قزوین تبعید و در آن‌جا زندانی شد. وی بیش از ۳ماه در حبس بود و پس از عزل سید ضیاء آزاد شد.
مدرس پس از آزادی، به نمایندگی مردم تهران در دوره چهارم مجلس انتخاب شد و به عنوان نایب رئیس مجلس و رهبری اکثریت مجلس برگزیده شد. دوره پنجم مجلس در ۱۳۰۲ افتتاح شد و در این دوره که با تغییر سلسله قاجاریه و روی کار آمدن رضاخان همراه بود، مدرس، رهبری اقلیت محافظه‌کار و مذهبی مجلس را بر عهده داشت. از مخالفت‌های وی با رضاشاه، در مورد سربازی دوساله اجباری بود که رضاشاه لایحه آن را به مجلس داده‌بود و مدرس آن را به دلیل این‌که جوانان، تحت سلطه افراد غیرمذهبی قرار خواهند گرفت، مغایر با اصول بنیادی اسلام خواند و با آن مخالفت کرد.
با شروع مدرن شدن ایران و اضافه شدن مواردی مانند راه‌آهن سراسری، یکسان‌سازی اندازه‌گیری در سراسر ایران، و نهایتاً حذف سلطنت و تبدیل به جمهوری، مدرس آن را حمله‌ای به اسلام و شریعت تلقی کرد و یک اعتصاب از طرف مذهبی‌ها ترتیب داد که در آن شعار می‌دادند: «ما می‌خواهیم دین پدرانمان را نگاه داریم، جمهوری نمی‌خواهیم، مردم قرآنیم، جمهوی نمی‌خواهیم». بعد از آن رضاشاه از ترس ناآرامی‌های بیشتر درخواست کرد که لایحه جمهوری شدن به تصویب نرسد و به قم رفت. صادق زیباکلام در این باره معتقد است: «اینکه چرا مرحوم مدرس، ملک‌الشعرای بهار و برخی دیگر با مسئله جمهوریت مخالفت می‌کنند برخلاف آنچه گفته می‌شود ربطی به مذهب ندارد. مرحوم مدرس، مصدق، ملک‌الشعرای بهار و چند نفر دیگر که در مجموع حدود ده نفر می‌شدند و در مجلس چهارم به اقلیت مشهور بودند در مقابل اکثریتی که از رضاخان حمایت می‌کردند، مخالف او بودند. اما چرا این‌ها با جمهوریت مخالف بودند یک بحث اساسی‌تری مطرح بود. این افراد اساساً با رضاخان دچار مشکل شده بودند؛ اما تفاوت این اقلیت با دیگران در اینجا بود که مدرس نگران بود. او فکر می‌کرد که این شمشیری که امروز اینقدر پرقدرت و نیرومند دارد تمام قدرت‌های گریز از مرکز را سر جایشان می‌نشاند، شمشیر دولبه است و بعدها اگر مصدق و مدرس و هر کس دیگری در مقابلش بایستند همان رفتار را با مدرس و مصدق و کازرونی و … هم می‌کند و کرد. بیم و نگرانی‌های مدرس خیلی هم بی‌راه نبود.»
یکی از وقایع مهم مجلس پنجم، استیضاح رضاخان، سرانجام در روز ۷ مرداد ۱۳۰۴، مدرس به همراه شش تن دیگر از نمایندگان مخالف بود که رضاخان رئیس‌الوزراء را به دلیل سوء سیاست داخلی و خارجی، قیام و اقدام بر ضد قانون اساسی و حکومت مشروطه استیضاح نمودند که نهایتاً رای نیاورد.

### سوءقصد
در سال ۱۳۰۵ وی مورد سوءقصد قرار گرفت که از ترور جان سالم به در برد.
یحیی دولت‌آبادی می‌نویسد:
«چون کسی تردید ندارد که این یک حملهٔ سیاسی است که واقع شده است به این سبب بر وجههٔ ملی او افزوده می‌شود و بر تنفر خلق از سردار سپه و کارکنان او، به حدی که چون سردار سپه از مازندران برمی گردد برای برائت ذمهٔ خویش و جبران تنفری که از خلق نسبت به او حاصل شده است و با مقصود اساسی وی منافات دارد، در مریضخانه از مدرس عیادت می‌کند.» «[سردار سپه] با چند کلمه صحبت مدرس را راضی کرده بظاهر با خود رام می‌کند. مدرس هم که دانسته است در مخالفت کردن با سردار سپه خطر جانی هست موقع را مغتنم شمرده روی خوش به او نشان می‌دهد. خصوصاً که سردار سپه هم به گفتهٔ عوام رگ خواب مدرس را به دست آورده به او وعده می‌دهد بعد از این در کارهای دولت با او مشورت خواهد کرد.»

### بهبود رابطه با رضاخان و دوری از احمدشاه
دولت‌آبادی می‌افزاید: "بعد از بیرون آمدن مدرس از مریضخانه مکرر دیده می‌شود که اتومبیل سردار سپه درِ خانهٔ او ایستاده او را سوار کرده به قصر سعدآباد که عمارت ییلاقی سردار سپه است برده ساعت‌ها با سردار سپه خلوت می‌کند و با خوشحالی برمی گردد. طولی نمی‌کشد که مدرس در وجاهت ملی به درجهٔ پیش از مجروح شدن می‌رسد بلکه کمتر؛ و درباریان هم به واسطهٔ خلوت‌های پی درپی طولانی که می‌کند با سردار سپه، به او بدگمان شده از او می‌بُرند. در اینصورت باید دانست که مدرس دیگر کارکن دربار نبوده و از سلطنت  سلطان احمدشاه حمایتی ندارد. محمدحسن میرزای ولیعهد هم قضیه را ملتفت شده نه تنها دیگر چشم امیدی به او ندارد بلکه به او بدبین است.
چنان‌که نگارنده خود از ولیعهد شنیدم می‌گفت چهل هزار تومان ماهیانه یکماه شاه را که در غیاب او گرفتم به اروپا برای او بفرستم، یک قلم به مدرس دادم که در راه حفظ تخت و تاج ما کار بکند و از میان رفت؛ حالا برادرم آن پول را از من مطالبه می‌کند و می‌گوید برای چه به این مصرف رساندی و نتیجه اش چه بود؟"

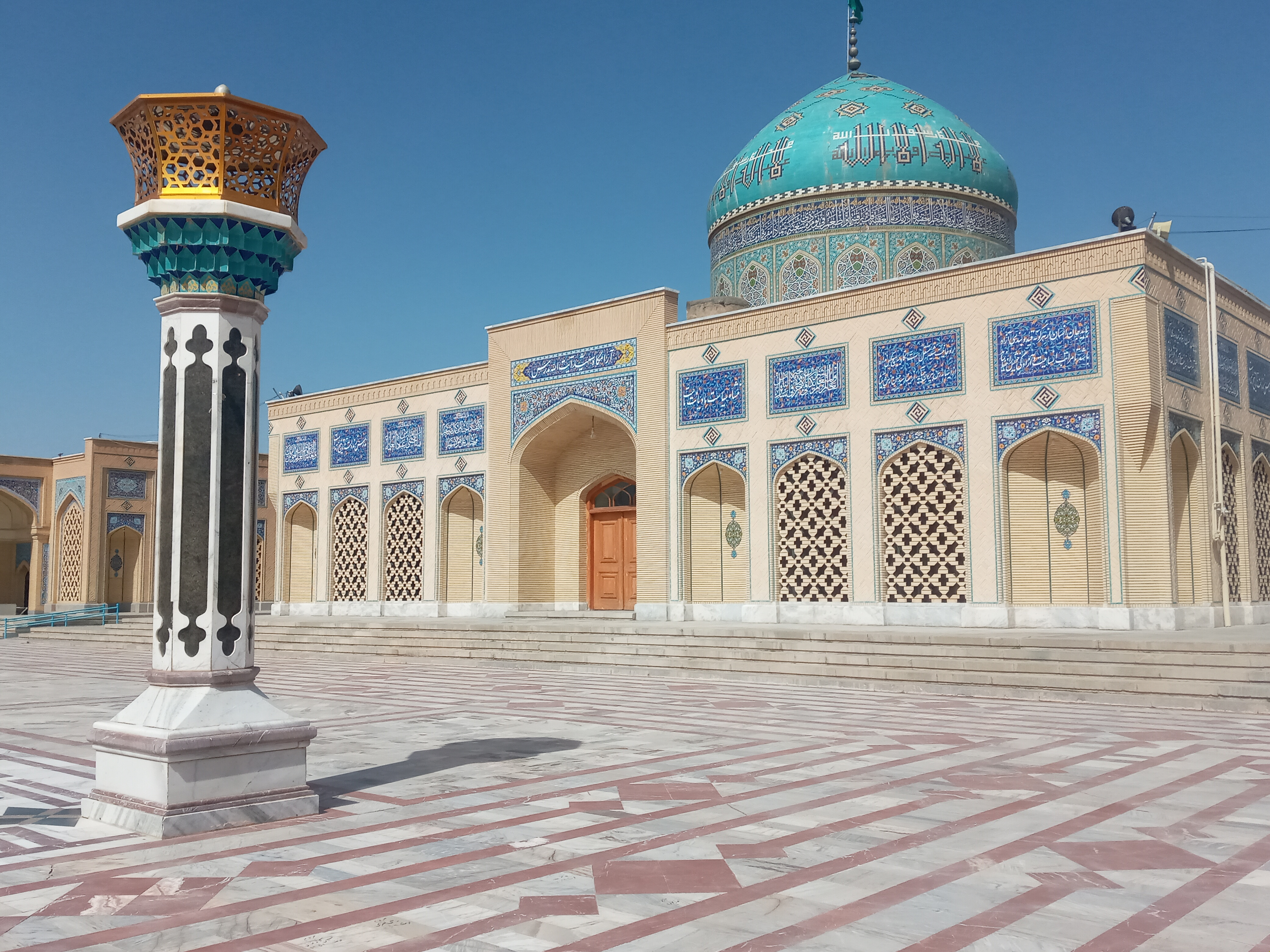
آرامگاه سید حسن مدرس در کاشمر

## تبعید و قتل
موسی نجفی بر این عقیده است که مدرس در جریان قیام نورالله نجفی اصفهانی در دیماه ۱۳۰۵ شمسی در قم علیه اقدامات رضاشاه طی تلگرافی از قیام ایشان حمایت کرد. و این امر باعث دستگیری وی گردید. او در زمان دستگیری نایب التولیه مدرسه سپهسالار بود.
به دستور رضاشاه در ۱۶ مهر ۱۳۰۷ مدرس را دستگیر و به دامغان و مشهد و سپس به خواف تبعید کرد. مدرس ۷ سال در خواف توسط مأموران زیر نظر بود و در ۲۲ مهر ۱۳۱۶ از خواف به کاشمر منتقل شد.

مدرس در شب ۱۰ آذر ۱۳۱۶ برابر با ۲۷ رمضان ۱۳۵۶ (قمری) به قتل می رسد. طبق گزارش‌های تاریخی با دستور مستقیم رضاشاه که از سوی رکن‌الدین مختاری اجرای آن به ریاست شهربانی خراسان محول شد، نهایتاً محمود مستوفیان، حبیب‌الله خلج و محمدکاظم جهانسوزی با معاونت یکدیگر در شب ۱۰ آذر ۱۳۱۶ حسن مدرس را ابتدا مسموم و سپس خفه کرده به قتل می‌رسانند.

مدقن مدرس پس از شهریور ۱۳۲۰ و خروج رضا شاه از ایران، توسط اهالی محل مشخص گردید. آرامگاه وی در شهر کاشمر واقع است.

## محاکمه سرپاس مختاری به جرم قتل مدرس
احمد سمیعی در کتاب برکشیده به ناسزا  سدر این مورد می گوید «"سید حسن مدرس" نماینده ۵ دوره مجلس شورای ملی از دوره ۲ تا ۶ را به "خواف" تبعید کرده بودند و چون اداره شهربانی از دادن خرجی به او امتناع می‌نمود، وی در نهایت سختی به سر می‌برد. حتی اکثراً روزه بود. بنا به اقرار "پاسیار منصور وقار" طبق دستور کتبی مختاری به "یاور جهان‌سوزی" وی به قتل رسید و مدرس را هنگام نماز با عمامه خویش خفه کردند.»
پس از شهریور 1320 و خروچ رضا شاه و در جریان محاکمه سرپاس مختاری موضوع قتل مدرس مطرح می شود. و بر اساس نظر دادستان دیوان کیفر محمود مستوفیان و حبیب الله خلجی به عنوان عاملین قتل و سرپاس مختاری و جهانسوزی و وقار به عنوان معاونت در قتل مجکوم شدند.

## آثار
- تعلیقه بر کفایه الاصول آخوند خراسانی.
- رسائل الفقهیه
- رساله‌ای در ترتب (در علم اصول فقه).
- رساله‌ای در شرط متأخر (در اصول).
- رساله‌ای در عقود و ایقاعات.
- رساله‌ای در لزوم و عدم لزوم قبض در موقوفه.
- کتاب حجیه الظن (در اصول).
- شرح رسائل شیخ مرتضی انصاری.
- شرح رسائل علامه شیخ مرتضی ریزی.
- حاشیه بر کتاب النکاح شیخ محمدرضا نجفی مسجدشاهی.
- دوره تقریرات اصول میرزای شیرازی.
- رساله‌ای در شرط امام و مأموم.
- کتابی در باب استصحاب (در علم اصول).
- کتاب احوال الظن فی اصول الدین.
- شرح روان بر نهج البلاغه.
- اصول تشکیلات عدلیه (همکاری).
- زندگینامه (خودنوشت) که برای روزنامه اطلاعات فرستاده است.